# Central European Line

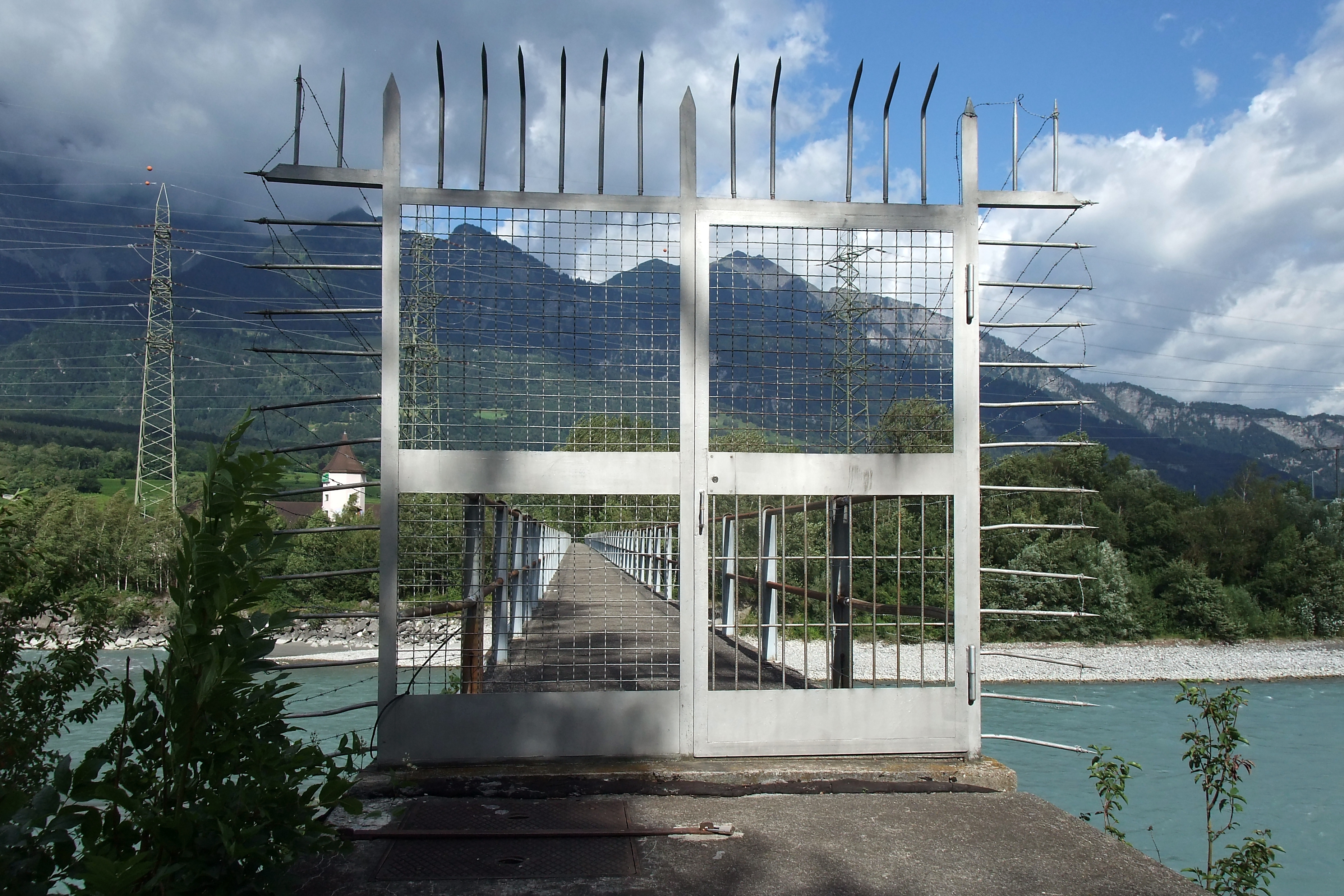
Rheinüberführung bei Bad Ragaz

Die Central European Line (CEL) ist eine 1966 errichtete und – in Bezug auf Erdöltransport – stillgelegte Pipeline für Rohöl, die ausgehend von Genua (Italien) die Alpen überquert und bis Ingolstadt (Bayern) reicht. In Italien und in der Schweiz ist sie auch unter dem Namen Oleodotto del Reno bekannt, da ihr Verlauf in der Schweiz und durch Liechtenstein, konkret von Splügen bis St. Margrethen, entlang des Hinterrheins und Rheins (ital. Reno) führt.
Die Transportkapazität betrug 1,1 Mio. Barrel pro Tag.
In den 1960er Jahren wurden in Bayern entlang der Donau eine Reihe von Raffinerien in Betrieb genommen, die nahe beieinander liegen: ERIAG, Esso und Shell in Ingolstadt, BP in Vohburg an der Donau und der ERN in Neustadt an der Donau. Diese Betriebe wurden und werden von zwei Ölleitungen versorgt, die von der italienischen Mittelmeerküste über die Alpen bis nach Ingolstadt führen. Während die Transalpine Ölleitung (TAL) mit fast doppeltem Durchmesser noch in Betrieb ist, wurde die Central European Line am 3. Februar 1997 wegen Umweltproblemen und hoher Sanierungskosten geschlossen.
Während des Prager Frühlings im Jahr 1968 plante angeblich der sowjetische Geheimdienst KGB einen Anschlag auf die Pipeline, um mit der damit eintretenden Umweltkatastrophe am Bodensee von den Vorkommnissen in der ČSSR abzulenken. Der Anschlag wurde nicht ausgeführt. Ein Spion mit dem Decknamen Igor Mürner war nach dem mutmaßlichen Auskundschaften der besten Örtlichkeit verhaftet worden.
Die CEL führt auf einem kurzen Abschnitt in Vorarlberg durch Österreich und diente neben der TAL der Erdölversorgung des Alpenraumes. In Bregenz ist sie als Pipeline namensgebend für einen Teil des Seeufers. In den Jahren 1979 bis 1996 (Daten vorher nicht bekannt) wurden jährlich 7 bis 8 Mio. Tonnen Rohöl in die bayerischen Raffinerien transportiert, was knapp 15 % Auslastung der oben genannten Maximalkapazität von 1,1 Mio. bl/d entspricht.
Ein Teil der Leitung wurde im Januar 2000 von der Ruhrgas AG übernommen und dient nun zum Transport von Gas. In der Schweiz übernahmen zwei Gasversorger je einen Teil der Pipeline. Für den 133 Kilometer langen Abschnitt von Thusis über den Splügenpass ins italienische Verderio südlich des Comer Sees besteht das Projekt eines 400-kV-Gleichstromkabels. Dabei soll das 55-cm-Stahlrohr zur Aufnahme einer Hochspannungs-Gleichstrom-Übertragungsleitung dienen.